# Nomophila indistinctalis
Nomophila indistinctalis is een vlinder uit de familie van de grasmotten (Crambidae), uit de onderfamilie van de Spilomelinae. De wetenschappelijke naam van deze soort is voor het eerst voorgesteld als Nephopteryx indistinctalis door Francis Walker in een publicatie uit 1863.
De soort komt voor in Brazilië.